# Autorshof

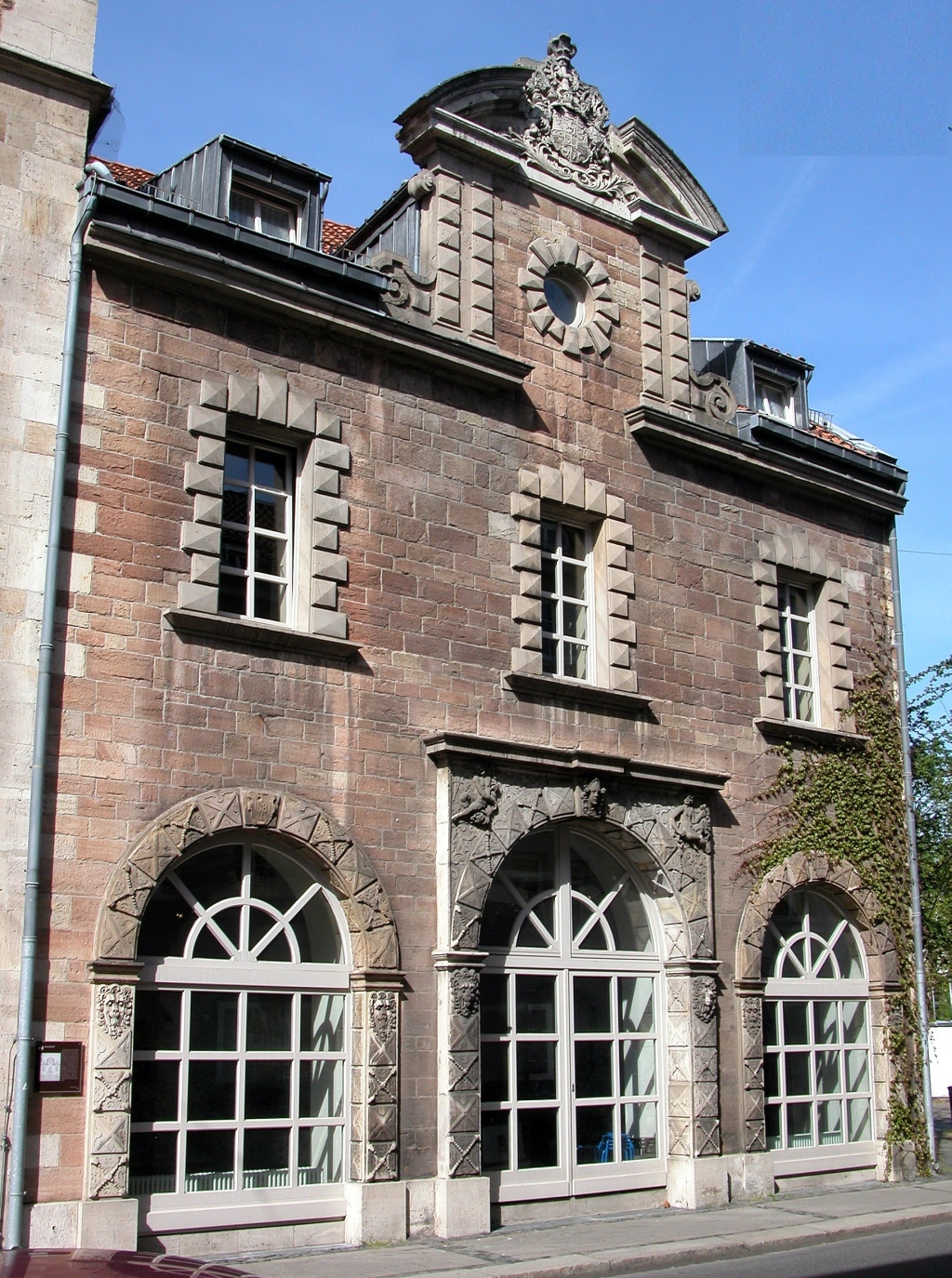
Autorshof von Nordosten

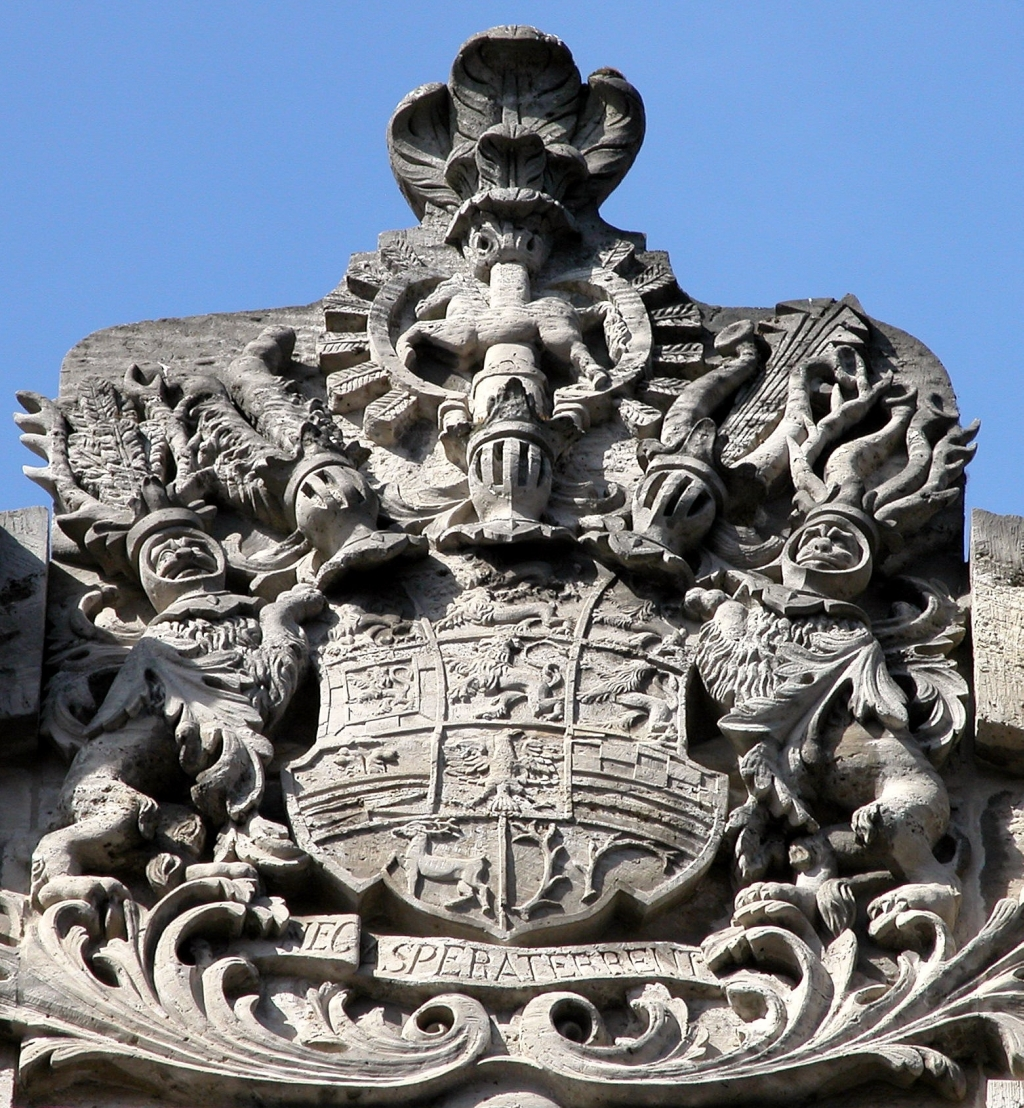
Wappen Herzog Rudolf Augusts von Braunschweig-Wolfenbüttel am Giebel

Der Autorshof wurde 1681 an der Nordseite des Altstadtrathauses an der Breiten Straße in Braunschweig errichtet und erhielt seinen Namen nach der Autor-Kapelle, die dort von 1380 bis 1679 stand und dem Stadtpatron St. Autor (auch St. Auctor) gewidmet war.

## Geschichte und Baubeschreibung
Der Autorshof wurde zur Ausstellung und zum Verkauf von Mobiliar der Tischlerinnung während der Braunschweiger Messe genutzt.
Das Gebäude hatte ursprünglich eine einfach gestaltete Fassade mit einem frühbarocken Mittelportal. Dieses wurde um 1630 von Ulrich Stamm, einem Braunschweiger Bildhauer, hergestellt. Die Hauptfassade des Gebäudes zeigt heute oberhalb des Erdgeschosses Diamantquader mit an den Fensteröffnungen glatt geschliffenen Diamantquadern. Die Kanten der Diamantquader der Türumrahmungen im Erdgeschoss sind verziert bzw. ornamentiert.
Der Dacherker zeigt einen für die Spätrenaissance typischen gesprengten Segmentgiebel. Am Erker befinden sich seitlich angebrachte Voluten. In der Mitte dieses gesprengten Giebels befindet sich das steinerne Wappen von Herzog Rudolf August von Braunschweig-Wolfenbüttel (1627–1704). Die Fassade besteht aus glatten rotem Braunschweiger Rogenstein, der mit ziemlicher Sicherheit vom Nußberg in Braunschweig stammt, und das Zierwerk aus hellgelblichen Elmkalkstein. Zur Betonung der Gebäudeneckausbildung bestehen einzelne Natursteine ebenfalls aus Elmkalkstein.
1855 wurde es im Stil der Spätrenaissance durch den Braunschweiger Baumeister Krahe umgebaut. Dabei wurde am Giebel auch das Wappen Herzog Rudolf Augusts angebracht, des Begründers der Braunschweiger Messe. Im Zweiten Weltkrieg wurde das Gebäude teilweise zerstört. Es wurde unter Einbeziehung der erhalten gebliebenen Fassade in modernen Formen von 1983 bis 1984 neu errichtet. Heute nutzt die Stadt Braunschweig dieses Gebäude; das Erdgeschoss wird als Ausstellungsfläche für das Städtische Museum genutzt.